# Amisoli Patasoni
Amisoli Patasoni (* 27. Februar 1901 in Zuni Pueblo, New Mexico; † 4. Januar 1962 in Las Vegas, New Mexico) war ein US-amerikanischer Langstreckenläufer.
Bei den Olympischen Spielen 1920 in Antwerpen schied er über 10.000 m im Vorlauf aus. Im Crosslauf erreichte er nicht das Ziel.
Seine persönliche Bestzeit über 10.000 m von 33:36,6 min stellte er 1920 auf.
Er gehörte zum Indianerstamm der Zuñi.